# Rhipidomys cariri
Rhipidomys cariri és una espècie de mamífer rosegador de la família dels cricètids. És endèmic del nord-est del Brasil. Els seus hàbitats naturals són els camps oberts i els camps de conreu de sòl sorrenc o pedrenc i terra negra que estan situats prop de rius permanents i intermitents. Es desconeix si hi ha cap amenaça significativa per a la supervivència d'aquesta espècie.